# Misión de Observación de las Naciones Unidas en Angola
La Misión de Observación de las Naciones Unidas en Angola (MONUA, Mission d'Observation des Nations Unies à l'Angola) fue establecida por la Resolución 1118 del Consejo de Seguridad de las Naciones Unidas del 30 de junio de 1997. Debido al colapso del proceso de paz en Angola, el Secretario General de las Naciones Unidas recomendó al Consejo de Seguridad que el mandato de la MONUA no fuera renovado. La misión oficialmente terminó el 26 de febrero de 1999, por los términos de la Resolución 1213.
MONUA fue la última de las misiones de mantenimiento de la paz en Angola, siendo precedida por otras tres misiones: UNAVEM I, UNAVEM II y UNAVEM III
La guerra civil angoleña duró entre 1974 y 2002, siendo el más largo conflicto de África. Desde 1988, los cascos azules han estado presentes en Angola como observadores del conflicto entre el movimiento comunista MPLA (Movimento Popular de Libertação de Angola), al que pertenece el presidente Jose Eduardo dos Santos, y la UNITA (União Nacional para a Independência Total de Angola).
Al principio de la misión en 1997, la fuerza de mantenimiento de la paz de la ONU consistía en aproximadamente 3.500 soldados, observadores y policías de diecisiete países. Este número fue reducido a 400 en 1999, con el fin de la misión.